# 우당탕탕 재동이네
《우당탕탕 재동이네》는 당시 6세로 설정된 가공의 소년 '재동이'를 주인공으로 하는 2000년 플래시 애니메이션 시트콤으로 2000년 9월부터 웹사이트 하나넷에서 공개되었다.
2005년에는 시즌 2 《재동아 학교가자》(영어: Let's go to school Jaedong, 표준어: 재동아 학교 가자)가 텔레비전을 통하여 방송되었으며 이에 따라 비비빅닷컴에 홈페이지가 개설되었다. 해당 사이트는 비비빅닷컴 폐쇄 이후 해당 사이트가 소유한 웹소설 연재 사이트인 '노벨리'로 리다이렉트된다.

## 제작
기본적으로 주인공 '한재동'을 주인공으로 하는 이 시리즈는 '한재동'이라는 이름의 가공 인물이 실제 인간처럼 "성장하는" 마케팅 전략을 기반으로 하며 아시아 대륙 시청자를 대상으로 만들어졌다. 이는 아툰즈 社의 이진희가 주인공 '한재동'의 이름과 디자인에서 '유럽과 미합중국에 거주하는 아동 시청자에게 공감하기 어려울 것'이라 생각하였기 때문이었다.
《우당탕탕 재동이네》를 첫 작품으로 하는 재동이가 등장하는 애니메이션 시리즈는 각 시즌에 따라 점차 연령을 올리는 방식으로 제작되었으며, 2024년 4월 기준 공개된 재동이 시리즈의 애니메이션인 《우당탕탕 재동이네》와 《재동아 학교가자》는 둘 다 모두 스토리를 공모하는 방식으로 제작된다. 예를 들어 《우당탕탕 재동이네》의 경우, 아이를 키우는 주부가 공모한 스토리를 바탕으로 하며 《재동아 학교가자》의 스토리는 초등학생을 대상으로 공모된 제보자들의 사연을 모티브로 한다.
제작이 예정된 세 번째 작품은 청소년 상담실의 사연을 기반으로 스토리를 공모할 예정이었다. 계획상 해당 시즌은 2부작 애니메이션 영화이며, 당초 2007년에 공개되었어야 하나 실제로는 2007년에 공개되지 못했다. 한편 네 번째 작품은 성인이 된 한재동의 아들인 '동이'의 학교 생활 혹은 가족으로서의 생활을 다루며 2008년부터 제작하여 2009년에 26부작으로 방송될 예정이었으나 마찬가지로 실제 방송은 되지 않았다.
2001년 9월 2일부터 동년 12월 20일까지 월요일과 금요일마다 30화 분량의 만화 《재동이와 쫑이》가 연재되었다.

### 재동아 학교가자
시즌 2 《재동아 학교가자》는 2003년 당시 《재동이는 1학년》이라는 가칭으로 제작되었으며, 1편에 5분 분량인 52부작 시리즈로 제작될 예정이었다.

## 방송
《우당탕탕 재동이네》는 2000년 9월에 하나로통신(현재의 SK브로드밴드)을 통해 웹 애니메이션으로 공개된 이후에 2001년부터 2003년까지 EBS, SBS 텔레비전 채널에서 방송되었다. EBS에서는 2001년 7월 16일부터 매주 월·화요일에 오후 6시부터 6시 15분까지 15분 분량으로 편성하여 방영했다. 2001년 투니버스에서는 '중간 광고 형식'과 비슷한 방식으로 방송되었다.

## 등장인물

### 한재동과 가족
|  |  | 한현석 | 한현석 | 한현석 | 한현석 | 한현석 | 한현석 |  |  | 이미란 | 이미란 | 이미란 | 이미란 | 이미란 | 이미란 |  |  |      |      |      |      |      |      |  |  |
|  |  | 한현석 | 한현석 | 한현석 | 한현석 | 한현석 | 한현석 |  |  | 이미란 | 이미란 | 이미란 | 이미란 | 이미란 | 이미란 |  |  |      |      |      |      |      |      |  |  |
|  |  |        |        |        |        |        |        |  |  |        |        |        |        |        |        |  |  |      |      |      |      |      |      |  |  |
|  |  |        |        |        |        |        |        |  |  |        |        |        |        |        |        |  |  |      |      |      |      |      |      |  |  |
|  |  | 한재동 | 한재동 | 한재동 | 한재동 | 한재동 | 한재동 |  |  | 한누리 | 한누리 | 한누리 | 한누리 | 한누리 | 한누리 |  |  | 쫑이 | 쫑이 | 쫑이 | 쫑이 | 쫑이 | 쫑이 |  |  |

- 한재동 (성우: 박경혜) - 시리즈 공통 주인공으로 첫 작품인 《우당탕탕 재동이네》 기준으로 6살~7살이다. 어머니나 다른 사람들에게 장난을 많이 치지만 때로는 어머니 혹은 유치원 전학생 말수와 같은 사람들을 도와준다.
- 한누리 (성우: 한채언) - 한재동의 여동생이다. 5살.오빠와 연년생이며 오빠와 달리 얌전하고 어른스럽고 의젓한 꼬마 숙녀.
- 한현석 (성우: 김장) - 34살. 한재동과 한누리 남매의 아버지이자 회사원이다.
- 이미란 (성우: 김효선) - 34살. 남편과 동갑이며 한재동과 한누리 남매의 어머니이자 가정 주부이다.
- 쫑이 - 재동이와 누리의 반려견.

## 에피소드
| 시즌 | 시즌 | 회수 | 방송 날짜      | 방송 날짜      |
| 시즌 | 시즌 | 회수 | 시즌 시작      | 시즌 종료      |
| ---- | ---- | ---- | -------------- | -------------- |
|      | 1    | 48   | 2000년 9월     | 2001년         |
|      | 2    | 26   | 2005년 7월 9일 | 2006년 1월 7일 |

### 우당탕탕 재동이네
| 번호 | 제목                           | 본 방송 날짜 |
| --- | ------------------------------ | ------------ |
| 01 | "방귀 소동"                    | 2000년 9월   |
| 재동이의 어머니가 지인과 이야기하던 도중 재동이가 난입하여 방귀를 뀐다. 그 후에도 재동이는 어머니에게 장난을 치는데 그 사이에 두 사람의 싸움을 알아챈 누리는 일어나고 있는 상황을 한심하게 여긴다.       |                                |              |
| 02 | "아빠 나 누구야!"              | 2000년       |
| 재동이는 자신의 부모가 농담삼아 한 말을 말 그대로의 의미로 오해하고 가출한다. |                                |              |
| 03 | "호박같은 간호사"              | 2000년       |
| 한재동과 아이들은 유치원에서 동요를 부른다. 그 후 재동이는 병원에서 두 명의 간호사 앞에서 유치원에서 부른 동요의 가사를 바꿔 노래를 부르고 나서 재동이는 간호사 중 한 명을 '호박같은 간호사'라고 부른다. |                                |              |
| 04 | "엄마의 휴일"                  | 2000년       |
| 05 | "다이어트! 다이어트!"          | 2000년       |
| 준수의 어머니에게 뱃살이 나왔다고 들은 이미란은 다이어트를 시작하려다가 잘못된 방향으로 틀어진다. |                                |              |
| 06 | "왕자님은 내꺼!"               | 2001년       |
| 이미란이 읽어주는 동화 《개구리 왕자》에 영감을 받은 한누리는 개구리 여러 마리를 가져와 왕자가 되는지 시험해 본다.                                                                                       |                                |              |
| 07 | "엄마가 아파요"                | 2001년       |
| 08 | "엄마는 괴로워"                | 2001년       |
| 09 | "엄마는 나만 미워해"           | 2001년       |
| 10 | "강아지 소동"                  | 2001년       |
| 11 | "내 사랑 바퀴벌레"             | 2001년       |
| 12 | "재동이는 5살"                 | 2001년       |
| 13 | "키 크는 비결"                 | 2001년       |
| 14 | "설날이래요"                   | 2001년       |
| 15 | "무엇이 될까?"                 | 2001년       |
| 16 | "양동이와 총알"                | 2001년       |
| 17 | "꼬마 시인 재동이"             | 2001년       |
| 18 | "동생이 필요해요"              | 2001년       |
| 19 | "예절 교육은 너무 어려워"      | 2001년       |
| 20 | "전화가 왔어요"                | 2001년       |
| 21 | "우린 로봇이 아니에요"         | 2001년       |
| 22 | "내 머리가 최고야"             | 2001년       |
| 23 | "제발 비교하지마"              | 2001년       |
| 24 | "재동이의 화이트데이"          | 2001년       |
| 25 | "쉿! 말조심하세요"             | 2001년       |
| 26 | "엄마 아빠 제발 싸우지 마세요" | 2001년       |
| 27 | "엄마의 생일"                  | 2001년       |
| 28 | "뽀뽀는 안돼요!"               | 2001년       |
| 29 | "지하철에서"                   | 2001년       |
| 30 | "누리는 영재"                  | 2001년       |
| 31 | "정의의 사도 한재동"           | 2001년       |
| 32 | "그래도 엄마가 좋아"           | 2001년       |
| 33 | "손가락은 맛이 없다!"          | 2001년       |
| 34 | "강아지의 가출 (상)"           | 2001년       |
| 35 | "강아지의 가출 (하)"           | 2001년       |
| 36 | "엄마! 챙피해요"               | 2001년       |
| 37 | "누리의 비밀"                  | 2001년       |
| 38 | "우리의 맹세"                  | 2001년       |
| 39 | "오늘도 무사히"                | 2001년       |
| 40 | "놀이공원에서 (상)"            | 2001년       |
| 41 | "놀이공원에서 (하)"            | 2001년       |
| 42 | "수영장에서"                   | 2001년       |
| 43 | "할아버지 미안해요 (상)"       | 2001년       |
| 44 | "할아버지 미안해요 (하)"       | 2001년       |
| 45 | "친구야 사랑해 (상)"           | 2001년       |
| 46 | "친구야 사랑해 (하)"           | 2001년       |
| 47 | "레스토랑에서 (상)"            | 2001년       |
| 48 | "레스토랑에서 (하)"            | 2001년       |

### 재동아 학교가자
26편 가운데 나머지 9편은 자료가 소실되어 확인이 불가능하다.
| 번호 | 제목                         | 감독   | 본 방송 날짜     |
| --- | ---------------------------- | ------ | ---------------- |
| 01 | "입학통지서 소동"            | 손석우 | 2005년 7월 9일   |
| 입학 통지서를 받은 이미란과 축가를 부르는 아바맨이 나오는 꿈에서 재동이가 입학 통지서를 가로채다가 벽에 충돌한다. 다음 날 백화점에 간 한재동은 아바맨 3단 필통이 갖고 싶어 이미란에게 조른다.          |                              |        |                  |
| 02 | "비 오는 날의 입학식"        | 손석우 | 2005년 7월 16일  |
| 입학식이 개최된 날에 비가 와서 재동이네 가족은 비에 젖은 채로 학교에 들어온다. |                              |        |                  |
| 03 | "우리 선생님은 변신 마녀"    | 손석우 | 2005년 7월 23일  |
| 화장을 하는 '왕 선생님'은 옆 반의 담임 교사이자 '왕 선생님'의 동창인 부대용을 처음 보는 사람인 체 대한다.                                                                                              |                              |        |                  |
| 04 | "천재 소년 황보군"           | 손석우 | 2005년 7월       |
| 05 | "형님, 받아 주십쇼"          | 손석우 | 2005년 7월       |
| 06 | "가지나물 대소동"            | 손석우 | 2005년 7월       |
| 07 | "심부름은 사랑을 싣고"       | 손석우 | 2005년 7월       |
| 한재동은 자신의 캠핑카 앞에서 국수를 만드는 또래 소녀 '재이'의 캠핑카를 보고 감탄한다. |                              |        |                  |
| 08 | "떡볶이 먹기 챔피언"         | 손석우 | 2005년 7월       |
| 미상 | "천재소년과 몰래카메라 소동" | 손석우 | 2005년 및 2006년 |
| 천재로 구성된 가공의 단체 '빅브레인'에 소속된 겸손한 6살 소년 황보군은 등굣길에서 빅브레인 메달을 떨어트리고 대신 재동이는 주변에서 떨어진 보군의 메달을 단지 메달이라는 이유로 목에 걸고 학교에 간다. |                              |        |                  |
| 09 | "글씨쓰기 대회"              | 손석우 | 2005년 7월       |
| 10 | "내 친구 맨홀맨"             | 손석우 | 2005년 7월       |
| 11 | "황보군의 첫사랑"            | 손석우 | 2005년 7월       |
| 보군은 우연히 한재동의 여동생 한누리와 부딪쳤는데 그 때 누리의 말을 듣고 첫눈에 반한다. |                              |        |                  |
| 12 | "가난한 재동이"              | 손석우 | 2005년 7월       |
| 13 | "과자 공장 견학"             | 손석우 | 2005년 7월       |
| 14 | "할아버지와 춤을"            | 손석우 | 2005년 7월       |
| 15 | "사라진 맨홀맨"              | 손석우 | 2005년 7월       |
| 16 | "코끼리 친구"                | 손석우 | 2005년 7월       |

## 서적
- 《엄마는 나만 미워해》[ai]
  - 1권: ISBN 9788952942876, 2003년 6월 25일
  - 2권: ISBN 9788952945181 2003년 8월 25일
- 《재동아 학교가자》
  - 1권: ISBN 9788953530812
  - 2권: ISBN 9788953531635

### 참조주
1. 1 2  홍진석 (2000년 11월 10일). “[뉴스] 하나넷 "웹애니메이션 서비스 개시"”.
2. ↑  문병환. “아툰즈, 애니메 동화사이트 오픈”.
3. ↑  김윤종 (2005년 6월 29일). “[방송]줄잇는 국산 애니 “얘들아 함께 놀자””.
4. ↑  “재동아 학교가자 홈페이지”. 《비비빅》. 2005년 12월 17일에 원본 문서에서 보존된 문서. 2024년 4월 26일에 확인함.
5. ↑  최원석 (2001년 1월 30일). “플래시 애니 '재동이네' 케이블서 인기”. 조선일보. 2024년 4월 27일에 확인함.
6. 1 2  오현주 (2001년 4월 4일). “[애니메이션]웹 애니메이션인기”. 《동아일보》.
7. 1 2 3 4  “[애니스토리](58)실제 인물처럼 주인공 성장과정 마케팅화”. 2003년 4월 4일.
8. 1 2 3 4 5 6 7 8  “"나이 먹는 애니메이션 주인공 보셨어요?"”. 연합뉴스. 2005년 6월 28일. 2024년 4월 26일에 확인함.
9. ↑  “[만화] 재동이와 쫑이 (1) 이름 짓기”. 2001년 9월 2일.
10. ↑  “[알림] 새 만화 2편 `팅구야`·`재동이와 쫑이` 싣습니다”. 어린이조선일보. 2001년 8월 31일. 2024년 5월 1일에 확인함.
11. ↑  “플래시 애니메이션 '우당탕탕 재동이네' EBS 방영”. 《전자신문》. 2001년 6월 21일. 2024년 4월 27일에 확인함.
12. ↑  “[애니메이션]EBS, 한국판 심슨가족<재동이네>방영”. 《동아일보》. 2001년 6월 21일. 2024년 4월 27일에 확인함.
13. ↑  “국산 애니메이션 인기 상승세”. 《서울신문》. 2001년 7월 11일. 2024년 4월 27일에 확인함.

### 내용주
1. ↑  '쫑쫑이' 및 '나리'로도 불린다. 전자는 한재동이, 후자는 한누리가 부르는 명칭이다.
2. ↑  원래 우당탕탕 재동이네 홈페이지에서는 52개의 에피소드가 올려져 있었으나, 2003년에 있었던 홈페이지 개편 과정에서 4개의 에피소드가 삭제되었다.
3. ↑  우당탕탕 재동이네 홈페이지의 2000년판에서는 〈목욕탕 소동〉 에피소드가 올려져 있었으나, 2003년에 있었던 홈페이지 개편 과정에서 삭제되었다. 다만 《우당탕탕 재동이네》를 원작으로 하는 도서인 《엄마는 나만 미워해》에서는 〈목욕탕에서〉라는 제목으로 게재되었다.
4. ↑  우당탕탕 재동이네 홈페이지의 2000년판에서는 〈재동이 성에 눈뜨다〉 에피소드가 올려져 있었으나, 2003년에 있었던 홈페이지 개편 과정에서 삭제되었다. 다만 《우당탕탕 재동이네》를 원작으로 하는 도서인 《엄마는 나만 미워해》에서는 〈고추가 커졌어요〉라는 제목으로 게재되었다.
5. ↑  우당탕탕 재동이네 홈페이지의 2000년판에서는 〈사랑하니까〉 에피소드가 올려져 있었으나, 2003년에 있었던 홈페이지 개편 과정에서 삭제되었다.
6. ↑  우당탕탕 재동이네 홈페이지의 2000년판에서는 〈큰 엄마, 작은 엄마〉 에피소드가 올려져 있었으나, 2003년에 있었던 홈페이지 개편 과정에서 삭제되었다.
7. ↑  《우당탕탕 재동이네》를 원작으로 하는 도서인 《엄마는 나만 미워해》에서는 〈나는 커서 무엇이 될까?〉라는 제목으로 게재되었다.
8. ↑  2001년 당시  26화로 배정되어 있었다.[6] 우당탕탕 재동이네 홈페이지의 2001년판에서는 〈강아지 소동〉 에피소드가 올려져 있었으나, 2003년에 있었던 홈페이지 개편 과정에서 변경되었다.
9. ↑  우당탕탕 재동이네 홈페이지의 2001년판에서는 〈호박같은 간호사〉 에피소드가 올려져 있었으나, 2003년에 있었던 홈페이지 개편 과정에서 변경되었다.
10. ↑  우당탕탕 재동이네 홈페이지의 2001년판에서는 〈전화가 왔어요〉 에피소드가 올려져 있었으나, 2003년에 있었던 홈페이지 개편 과정에서 변경되었다.
11. ↑  우당탕탕 재동이네 홈페이지의 2001년판에서는 〈꼬마 시인 재동이〉 에피소드가 올려져 있었으나, 2003년에 있었던 홈페이지 개편 과정에서 변경되었다.
12. ↑  우당탕탕 재동이네 홈페이지의 2001년판에서는 〈키 크는 비결〉 에피소드가 올려져 있었으나, 2003년에 있었던 홈페이지 개편 과정에서 변경되었다.
13. ↑  우당탕탕 재동이네 홈페이지의 2001년판에서는 〈내 사랑 바퀴벌레〉 에피소드가 올려져 있었으나, 2003년에 있었던 홈페이지 개편 과정에서 변경되었다.
14. ↑  우당탕탕 재동이네 홈페이지의 2001년판에서는 〈쉿! 말조심하세요〉 에피소드가 올려져 있었으나, 2003년에 있었던 홈페이지 개편 과정에서 변경되었다.
15. ↑  우당탕탕 재동이네 홈페이지의 2001년판에서는 〈엄마 아빠 제발 싸우지 마세요〉 에피소드가 올려져 있었으나, 2003년에 있었던 홈페이지 개편 과정에서 변경되었다.
16. ↑  우당탕탕 재동이네 홈페이지의 2001년판에서는 〈엄마의 생일〉 에피소드가 올려져 있었으나, 2003년에 있었던 홈페이지 개편 과정에서 변경되었다.
17. ↑  우당탕탕 재동이네 홈페이지의 2001년판에서는 〈뽀뽀는 안돼요!〉 에피소드가 올려져 있었으나, 2003년에 있었던 홈페이지 개편 과정에서 변경되었다.
18. ↑  우당탕탕 재동이네 홈페이지의 2001년판에서는 〈지하철에서〉 에피소드가 올려져 있었으나, 2003년에 있었던 홈페이지 개편 과정에서 변경되었다.
19. ↑  우당탕탕 재동이네 홈페이지의 2001년판에서는 〈누리는 영재〉 에피소드가 올려져 있었으나, 2003년에 있었던 홈페이지 개편 과정에서 변경되었다.
20. ↑  우당탕탕 재동이네 홈페이지의 2001년판에서는 〈정의의 사도 한재동〉 에피소드가 올려져 있었으나, 2003년에 있었던 홈페이지 개편 과정에서 변경되었다.
21. ↑  우당탕탕 재동이네 홈페이지의 2001년판에서는 〈그래도 엄마가 좋아〉 에피소드가 올려져 있었으나, 2003년에 있었던 홈페이지 개편 과정에서 변경되었다.
22. ↑  우당탕탕 재동이네 홈페이지의 2001년판에서는 〈손가락은 맛이 없다!〉 에피소드가 올려져 있었으나, 2003년에 있었던 홈페이지 개편 과정에서 변경되었다.
23. ↑  우당탕탕 재동이네 홈페이지의 2001년판에서는 〈강아지의 가출 (상)〉 에피소드가 올려져 있었으나, 2003년에 있었던 홈페이지 개편 과정에서 변경되었다.
24. ↑  우당탕탕 재동이네 홈페이지의 2001년판에서는 〈강아지의 가출 (하)〉 에피소드가 올려져 있었으나, 2003년에 있었던 홈페이지 개편 과정에서 변경되었다.
25. ↑  우당탕탕 재동이네 홈페이지의 2001년판에서는 〈엄마! 챙피해요〉 에피소드가 올려져 있었으나, 2003년에 있었던 홈페이지 개편 과정에서 변경되었다.
26. ↑  우당탕탕 재동이네 홈페이지의 2001년판에서는 〈누리의 비밀〉 에피소드가 올려져 있었으나, 2003년에 있었던 홈페이지 개편 과정에서 변경되었다.
27. ↑  우당탕탕 재동이네 홈페이지의 2001년판에서는 〈우리의 맹세〉 에피소드가 올려져 있었으나, 2003년에 있었던 홈페이지 개편 과정에서 변경되었다.
28. ↑  우당탕탕 재동이네 홈페이지의 2001년판에서는 〈오늘도 무사히〉 에피소드가 올려져 있었으나, 2003년에 있었던 홈페이지 개편 과정에서 변경되었다.
29. ↑  우당탕탕 재동이네 홈페이지의 2001년판에서는 〈놀이공원에서〉 에피소드가 올려져 있었으나, 2003년에 있었던 홈페이지 개편 과정에서 변경되었다.
30. ↑  우당탕탕 재동이네 홈페이지의 2001년판에서는 〈수영장에서〉 에피소드가 올려져 있었으나, 2003년에 있었던 홈페이지 개편 과정에서 변경되었다.
31. ↑  우당탕탕 재동이네 홈페이지의 2001년판에서는 〈할아버지 미안해요〉 에피소드가 올려져 있었으나, 2003년에 있었던 홈페이지 개편 과정에서 변경되었다.
32. ↑  우당탕탕 재동이네 홈페이지의 2001년판에서는 〈친구야 사랑해〉 에피소드가 올려져 있었으나, 2003년에 있었던 홈페이지 개편 과정에서 변경되었다.
33. ↑  우당탕탕 재동이네 홈페이지의 2001년판에서는 〈레스토랑에서〉 에피소드가 올려져 있었으나, 2003년에 있었던 홈페이지 개편 과정에서 변경되었다.
34. ↑  '황'이 성씨이고, '보군'이 이름이다. 에피소드에서 황보군의 어머니가 보군을 '보군'이라고 부른다.
35. ↑  《우당탕탕 재동이네》를 원작으로 하는 도서이다.